# Tit Mellil
Tit Mellil (in arabo تيط مليل‎?, Tīṭ Mallīl; in berbero: ⵜⵉⵟ ⵎⵍⵍⵉⵍ, Tiṭ Mllil) è una città del Marocco, nella provincia di Mediouna, nella regione di Casablanca-Settat.
A Tit Mellil si trova l'Aeroporto di Casablanca-Tit Mellil.